# Джуксте
Джуксте (латис. Džūkste) — населений пункт у центральній частині Латвії, адміністративний центр Джукстської волості Тукумського краю. До 1 липня 2009 року входив до складу Тукумського району.
Село знаходиться на березі однойменної річки, між селами Ланценікі та Лестене. Відстань до Риги — 66 км, до Тукумса — 29 км.

## Історія

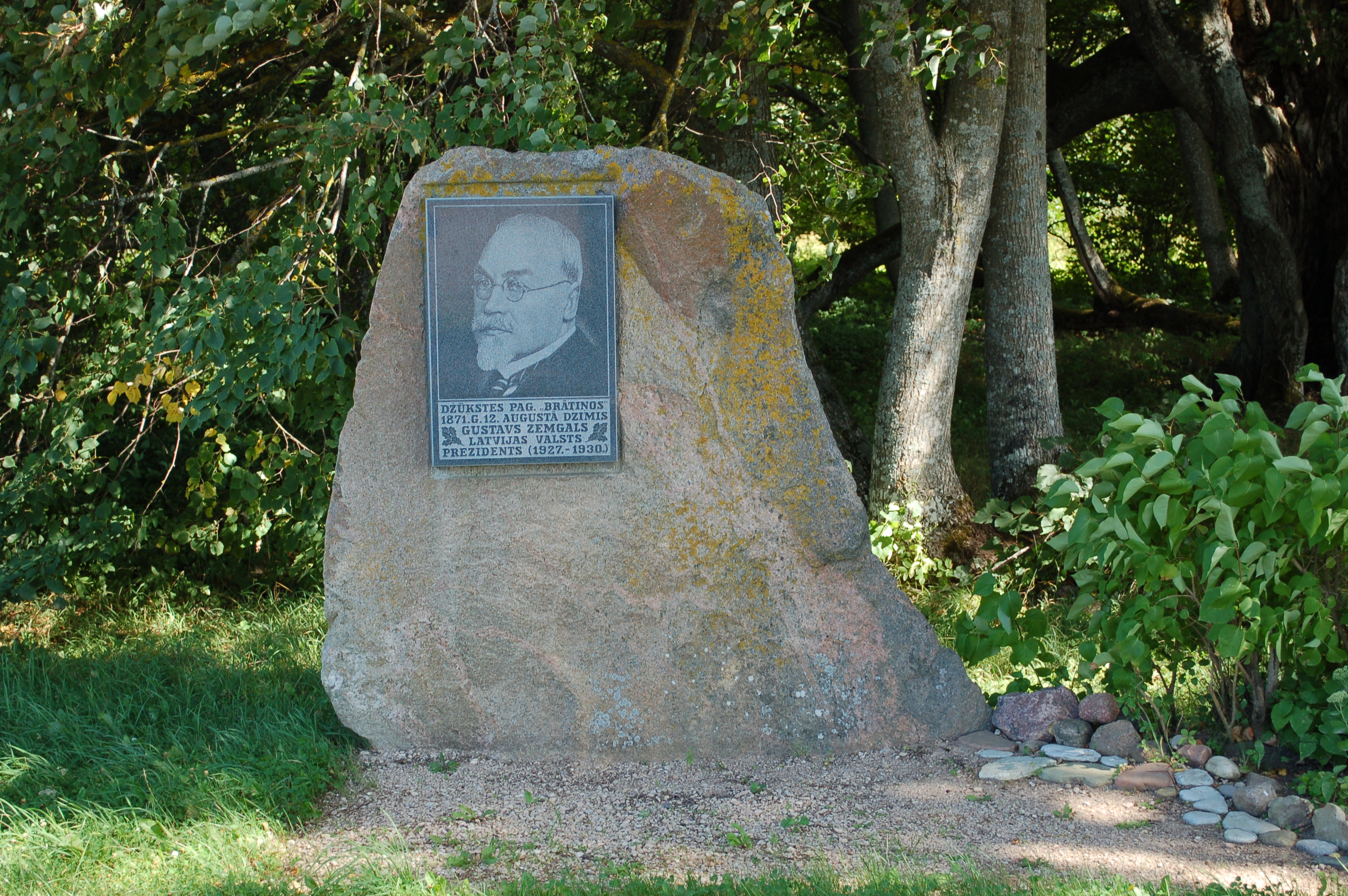
Меморіал Земгалсу

Поселення виникло неподалік від центру садиби Сікст, де за наказом герцога Готарда Курляндського була побудована лютеранська церква Сікст, а згодом і шинок, а в 1860 р. парафіяльний зал.
У 1931 році Джуксте отримало статус густонаселеного населеного пункту (села).
Сучасне поселення розташоване на території, що колись належала Джукстському маєтку.
У Джуксте є два магазини, кооперативне товариство Justs-2, Джукстська середня школа, бібліотека, Будинок культури, аптека (працює з 1895 року), поштове відділення. Джукстський парк був висаджений у 1895—1897 роках відомим фольклористом Ансісом Лерхіс-Пушкайтісом.
На Джукстському кладовищі встановлено пам'ятник загиблим у роки Першої світової війни роботи скульптора Карліса Земдеги.
Пам'ятник уродженцю Джукстської волості Густаву Земгалсу.